# پیتر برتمایر
پیتر برِتمایر (انگلیسی: Peter Breitmayer) یک هنرپیشه اهل ایالات متحده آمریکا است.
از فیلم‌ها یا مجموعه‌های تلویزیونی که وی در آن‌ها نقش داشته است می‌توان به اگه می‌تونی منو بگیر، یک مرد جدی، دنیای مالکوم، آشنایی با مادر و فارگو اشاره نمود.